# NGC 910
NGC 910 je eliptická galaxie v souhvězdí Andromedy. Její zdánlivá jasnost je 12,2m a úhlová velikost 1,6′ × 1,6′. Je vzdálená 238 milionů světelných let, průměr má 110 000 světelných let. Galaxii objevil 17. října 1786 William Herschel.